# Sincerely (chanson)
Pour l'album de Mari Hamada, voir Sincerely.
Singles de The Moonglows
219 Train
(1954) Most of All
(1955)
Sincerely est une chanson populaire écrite par Harvey Fuqua et Alan Freed et publiée pour la première fois par The Moonglows en 1954. Elle est aussitôt enregistrée par The McGuire Sisters qui obtiennent un no 1 avec cette reprise en 1955.
La chanson des Moonglows reçoit un Grammy Hall of Fame Award en 2002.

## Version originale
Les Moonglows enregistrent la chanson lors de leur première session pour Chess Records, en octobre 1954, au studio Universal Recording Corporation à Chicago. Le single, sorti en novembre, atteint la 1re place du classement R&B et la 20e place du classement Most Played in Jukeboxes de Billboard en 1955.
Les crédits de co-écriture sont partagés par Harvey Fuqua, chanteur du groupe The Moonglows, et le disc jockey Alan Freed. Après qu'il soit révélé que Freed insistait souvent pour que son nom soit crédité sur les chansons des artistes qu'il promouvait sans qu'il en soit l'auteur (une pratique qui a partiellement conduit à sa chute dans une enquête sur la payola des années plus tard), Fuqua précise que Freed a réellement contribué à l'écriture de  Sincerely.
Harvey Fuqua admet que le pont sur Sincerelly est presque exactement le même que celui de That's What You're Doin' to Me, un rock des Dominoes de 1952.
Bien qu'elle ne soit pas présente dans le film, Sincerely est intégrée dans la bande originale de Rock, Rock, Rock! en 1956.
En 1972, une partie du groupe publie l'album Return of the Moonglows qui contient une nouvelle version de la chanson baptisée Sincerely '72. Le début est identique à l'originale, puis elle devient funky après le premier couplet. Cette interprétation se classe 43e des charts R&B durant l'été.

### Personnel
| The Moonglows - Bobby Lester : chant principal (ténor) - Harvey Fuqua : chant (baryton) - Prentiss Barnes : chant (basse) - Alexander Graves : chant (ténor) | Musiciens additionnels - Willie Dixon : contrebasse - Wesley Landers : batterie - Walter Scott : guitare - Johnny Young : piano - Eddie Chamblee : saxophone ténor |

### Classements
| Palmarès États-Unis (1955)                  | Meilleure position | Date            |
| ------------------------------------------- | ------------------ | --------------- |
| Billboard - R&B - Best Sellers in Stores    | 2                  | 15 janvier 1955 |
| Billboard - R&B - Most Played in Juke Boxes | 1                  | 22 janvier 1955 |
| Billboard - R&B - Most Played by Jokeys     | 1                  | 5 février 1955  |
| Billboard - Pop - Most Played in Juke Boxes | 20                 | 26 mars 1955    |
| Cash Box - Top 15 Rhythm & Blues            | 2                  | 22 janvier 1955 |

## Version des McGuire Sisters
Singles de The McGuire Sisters
Christmas Alphabet
(1954) No More
(1955)
La version la plus vendue de Sincerely est une reprise pop par les McGuire Sisters, accompagnées par l'orchestre de Dick Jacobs. Celle-ci est enregistrée à New York dès novembre 1954, immédiatement après la sortie du disque des Moonglows, pour le label Coral, une filiale de Decca. Ce single entre dans les charts fin 1954 et atteint le no 1 en mars de l'année suivante. Il est certifié disque d'or. Au Royaume-Uni, la chanson culmine à la 14e place en juillet.
Sincerely est incluse dans l'album Chris, Phyllis, Dottie en 1956.
Contrairement aux Moonglows, qui mettent en valeur la voix principale du ténor Bobby Lester avec des harmonies vocales innovantes, les sœurs McGuire harmonisent la mélodie à l'unisson, laissant les instruments se charger de l'accompagnement. Sans cette reprise par un trio de chanteuses blanches, le disque des Moonglows aurait sans doute pu monter plus haut dans les charts pop. Mais aujourd'hui, la version des McGuire Sisters est oubliée au profit de l'originale.

### Classements
| Palmarès (1955)                                            | Meilleure position |
| ---------------------------------------------------------- | ------------------ |
| États-Unis - Billboard - Pop / Best Sellers in Stores      | 1                  |
| États-Unis - Billboard - Pop / Most Played by Jokeys       | 1                  |
| États-Unis - Billboard - Pop / Most Played in Juke Boxes   | 1                  |
| États-Unis - Cash Box - The Nation's Top 10 Juke Box Tunes | 1                  |
| Royaume-Uni - UK Singles Chart (Official Charts)           | 14                 |

## Autres reprises
Il existe de nombreuses versions de la chanson enregistrées par différents artistes,.
- 1955 : Louis Armstrong sur la face B du single Pledging My Love.
- 1955 : Bob Wills and His Texas Playboys en single.
- 1957 : Johnny Otis, sur son album Rock and Roll Hit Parade, Volume 1.
- 1959 : Connie Francis, sur l'album Connie Francis Sings Rock n' Roll Million Sellers.
- 1960 : Bobby Vee sur Bobby Vee Sings Your Favorites.
- 1961 : The Castle Sisters et le Glenn Miller Orchestra dans le show TV Glenn Miller Time.
- 1961 : The Tokens en single.
- 1962 : The Mills Brothers sur  l'album Sing Beer Barrel Polka and Other Golden Hits.
- 1963 : Bobby Vinton sur The Greatest Hits of the Golden Groups.
- 1964 : Pat Boone en face B d'un single.
- 1965 : Diana Ross and the Supremes, parue en 1986 sur l'album 25th Anniversary.
- 1966 : The Paris Sisters en single.
- 1969 : Paul Anka en single.
- 1972 : Tatsurō Yamashita en single.
- 1988 : une reprise de la chanson du quatuor country Forester Sisters, figurant sur l'album Sincerely, atteint la 8e place du palmarès Hot Country Songs de Billboard[18].
- 1992 : Maureen McGovern sur  l'album Baby I'm Yours.
- 2002 : Doc Watson with Frosty Morn sur 'Round the Table Again.
- 2006 : Barry Manilow et Phyllis McGuire dans un medley avec Teach Me Tonight, figurant sur l'album The Greatest Songs of the Fifties (no 4 US).

Sincerely est adaptée en français par le parolier Jean-François Maurice sous le titre Amoureux. Elles est enregistrée en 1965 par le chanteur Jean-Pierre Fall sur un super 45 tours intitulé J'ai peu de l'été (une reprise de Don't Worry Baby des Beach Boys).
La version originale des Moonglows est samplée par le rappeur américain Lil Rob en 1997 dans le morceau Soy Chingon, sur son premier album Crazy Life.

## Dans les médias
Parmi les nombreux films et séries télévisées où figure Sincerely, on compte notamment :
Cinéma
- 1982 : Reviens Jimmy Dean, reviens, version des McGuire Sisters.
- 1985 : Soleil d'automne avec Gene Hackman, version des McGuire Sisters.
- 1990 : Les Affranchis de Martin Scorsese.
- 2002 : Confessions d'un homme dangereux de George Clooney.
- 2008 : Hôtesse à tout prix avec Gwyneth Paltrow.
- 2009 : L'Élite de Brooklyn avec Richard Gere. Le film est réalisé par Antoine Fuqua, le neveu d'Harvey Fuqua.
- 2018 : Wildlife : Une saison ardente, avec Jake Gyllenhaal, interprétée par G.G.
- 2022 : Emmett Till.

Séries
- 2002 : Les Soprano (saison 4 - épisode 9)
- 2007 : Les 4400 (saison 4, épisode 9)
- 2010 : Sons of Anarchy (saison 3, épisode 2), version des McGuire Sisters.